# Spitzenkörper
Lo Spitzenkörper è una struttura del fungo, trovabile nelle ife fungine, rappresentante il centro organizzativo per la crescita delle ife e per la morfogenesi. Si compone di molte piccole vescicole ed è presente nella parte interna del micelio, durante la germinazione delle spore nell'area dove è presente questo scambio naturale. La sua posizione nella punta dei filamenti micelici è correlata alla direzione di crescita delle ife.
Le vescicole sono organizzate attorno ad un'area centrale che contiene un denso reticolo di microfilamenti. Alcuni polisomi si trovano spesso vicino all'apice inferiore dello Spitzenkörper, mentre alcuni microtubuli si estendono spesso lungo lo Spitzenkörper.
Il citoplasma dell'apice estremo è occupato quasi esclusivamente da vescicole secretorie. Nei funghi superiori (Ascomycota e Basidiomycota), le vescicole secretorie sono disposte in una densa aggregazione sferica chiamata Spitzenkörper o "corpo apicale". Lo Spitzenkörper può essere visto in ife in crescita anche con un microscopio leggero. Le ife dell'Oomycota e di alcuni Eumycota inferiori (in particolare lo Zygomycota) non contengono uno Spitzenkörper riconoscibile, e le vescicole sono invece distribuite più liberamente in una disposizione a forma di mezzaluna sotto la membrana plasmatica apicale.